# Verhoeven Open 2019

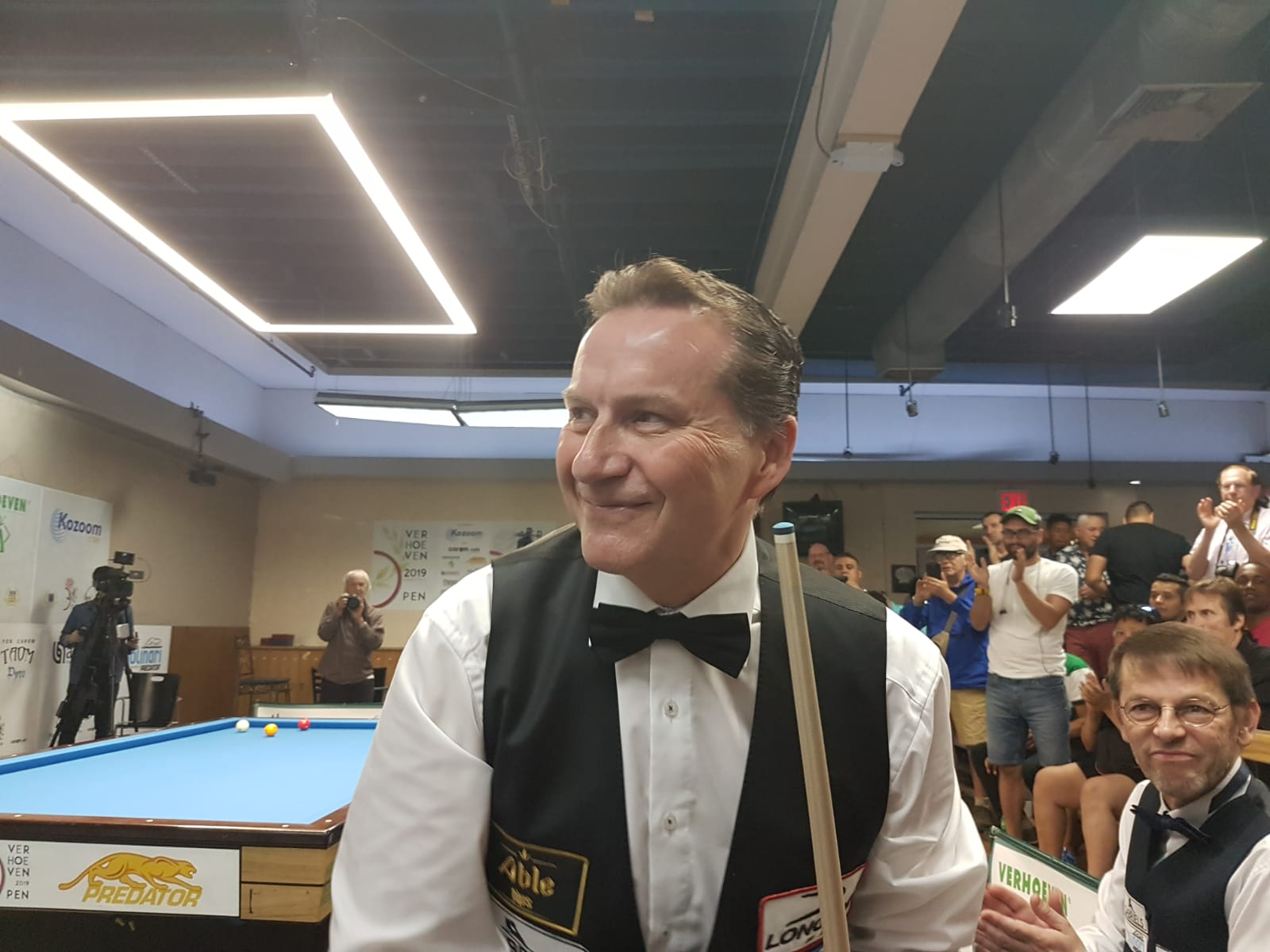
Der Sieger: Eddy Merckx, rechts sitzend Torbjörn Blomdahl

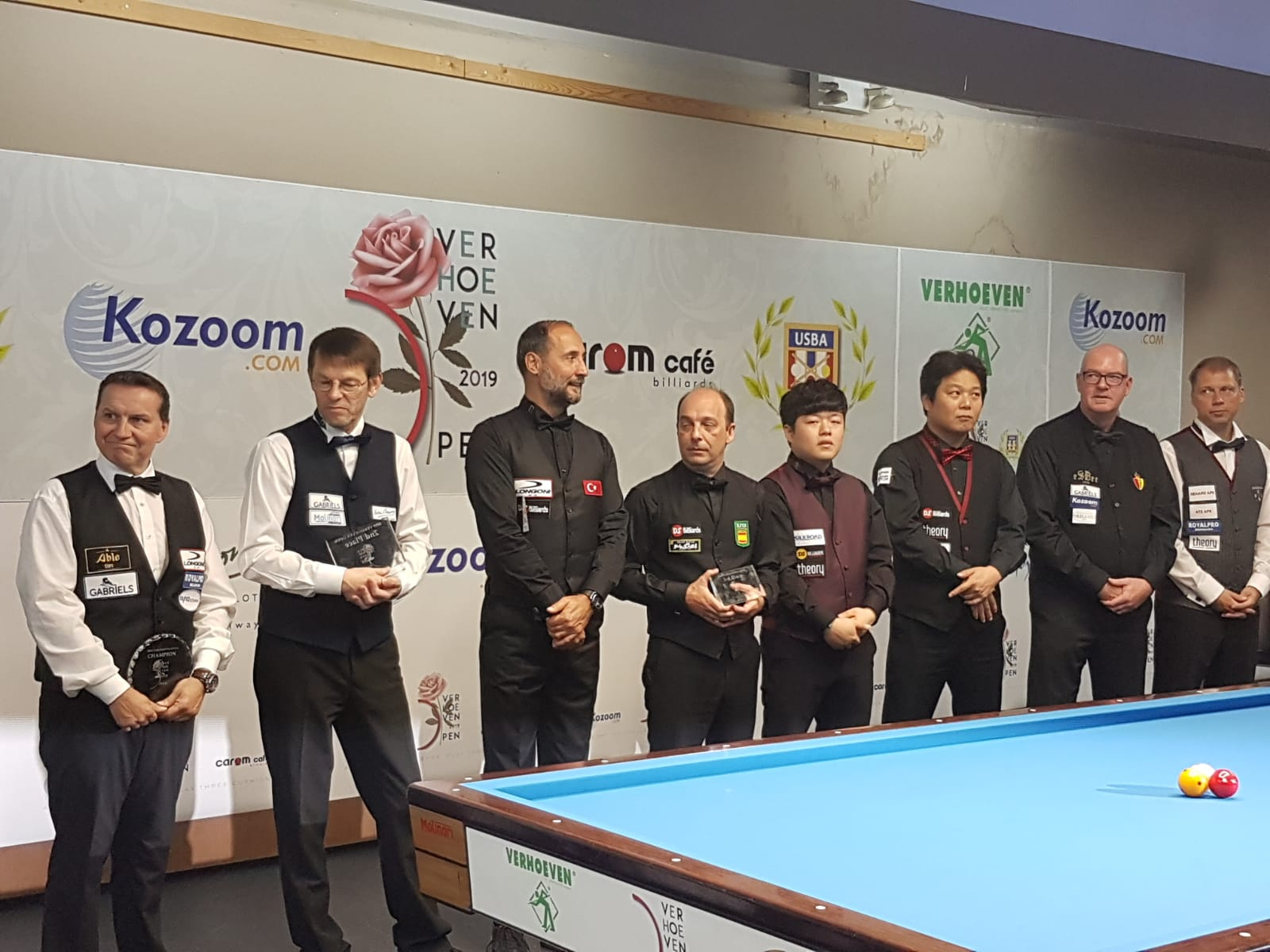
Siegerehrung (v. l.): Eddy Merckx, Torbjörn Blomdahl, Semih Saygıner, Daniel Sánchez, Cho Myung-woo, Sei Chang-Hohn, Roland Forthomme und Dion Nelin

Das Verhoeven Open Tournament 2019 war ein Karambolageturnier in der Disziplin Dreiband und fand vom 5. bis 11. August in New York, USA statt.
Sieger wurde der belgische Titelverteidiger Eddy Merckx. Er ist der dritte Spieler nach dem Schweden Torbjörn Blomdahl (2005) und seinem Landsmann Frédéric Caudron (2007), der seinen Titel verteidigen konnte. In seiner letzten Finalaufnahme gegen Blomdahl spielte er auch die Höchstserie von 18. Der Däne Dion Nelin spielte das Best Game mit einem Schnitt von 8,333 (25 Punkte in 3 Aufnahmen) in seinem Vorrundenspiel gegen den US-Amerikaner Christian Portillo.

## Modus
In der ersten Runde wird auf 25 Punkte ohne Nachstoß gespielt. Die jeweiligen zwei Gruppenbesten sowie die fünf besten Gruppendritten kommen in die Hauptrunde. In den Vereinigten Staaten ist es üblich, dass bei Punktegleichheit nicht der GD, sondern der erzielte Punktequotient für das Weiterkommen entscheidend ist. Der Deutsche Markus Dömer qualifizierte sich durch die Absage von Yuku Nishimoto, die nicht spielen konnte, für die Finalrunde. Weiter werden drei Plätze, einer durch eine Verlosung (Eric Kwon) und zwei durch eine Versteigerung (Sang Jin-lee und Martin Olesen), zur Hauptrunde addiert. Außerdem sind die vier gesetzten Spieler in der Hauptrunde. Damit spielen 40 Spieler die Hauptrunde auf 35 Punkte, ebenfalls ohne Nachstoß. Nach der Hauptrunde wird ein Klassement der letzten acht Teilnehmer erstellt und die KO-Runde gespielt.

## Preisgeldtabelle und Nationen
Folgende Preisgelder und Ranglistenpunkte (nur USBA-Spieler) wurden vergeben:
| Platz                   | US$  | Platz     | US$ |
| ----------------------- | ---- | --------- | --- |
| 01                      | 9000 | 21        | 500 |
| 02                      | 7000 | 22        | 500 |
| 03                      | 5000 | 23        | 500 |
| 04                      | 5000 | 24        | 500 |
| 05                      | 3500 | 25        | 400 |
| 06                      | 3500 | 26        | 400 |
| 07                      | 3500 | 27        | 400 |
| 08                      | 3500 | 28        | 400 |
| 09                      | 2500 | 29        | 300 |
| 10                      | 2500 | 30        | 300 |
| 11                      | 2500 | 31        | 300 |
| 12                      | 2500 | 32        | 300 |
| 13                      | 2000 | 33        | 200 |
| 14                      | 2000 | 34        | 200 |
| 15                      | 2000 | 35        | 200 |
| 16                      | 2000 | 36        | 200 |
| 17                      | 1500 | 37        | 200 |
| 18                      | 1500 | 38        | 200 |
| 19                      | 1500 | 39        | 200 |
| 20                      | 1500 | 40        | 200 |
| High Run                | 300  | Best Game | 300 |
| Gesamtsumme: 71.000 US$ |      |           |     |

| Rang    | Punkte |
| ------- | ------ |
| 1.      | 80     |
| 2.      | 60     |
| 3.      | 50     |
| 4.      | 40     |
| 5. & 6. | 30     |
| 7. & 8. | 25     |
| 9.–12.  | 20     |
| 13.–16. | 15     |
| 17.–24  | 10     |
| 25.–32  | 05     |
| ≥ 33    | 03     |

| Ägypten (1)    | Belgien (2)             |
| Kolumbien (4)  | Deutschland (7)         |
| Dänemark (17)  | Frankreich (2)          |
| Japan (2)      | Südkorea (9)            |
| Mexiko (1)     | Niederlande (4)         |
| Österreich (4) | Peru (1)                |
| Spanien (1)    | Schweden (2)            |
| Türkei (2)     | Vereinigte Staaten (42) |
| Vietnam (2)    |                         |

Gesetzte Spieler
- Semih Saygıner
- Eddy Merckx (Titelverteidiger)
- Torbjörn Blomdahl
- Daniel Sánchez

## Vorrunde
| MP    | Match Punkte (Sieger = 2; Unentschieden = 1; Verlierer = 0) |
| SV    | Satzverhältnis (nur bei Turnieren im Satzsystem)            |
| Pkte. | Erzielte Karambolagen                                       |
| Aufn. | benötigte Aufnahmen                                         |
| GD    | Generaldurchschnitt                                         |
| MGD   | Mannschafts-Generaldurchschnitt                             |
| BED   | Bester Einzeldurchschnitt eines Spielers                    |
| BEMD  | Bester Einzeldurchschnitt einer Mannschaft                  |
| BSD   | Bester Satzdurchschnitt eines Spielers                      |
| HS    | Höchstserie                                                 |
| WRP   | Weltranglistenpunkte                                        |

| Endklassement Gruppe A     | Endklassement Gruppe A | Endklassement Gruppe A | Endklassement Gruppe A | Endklassement Gruppe A | Endklassement Gruppe A | Endklassement Gruppe A | Endklassement Gruppe A |
| Platz                      | Name                   | MP                     | Pkt.                   | Aufn.                  | GD                     | BED                    | HS                     |
| -------------------------- | ---------------------- | ---------------------- | ---------------------- | ---------------------- | ---------------------- | ---------------------- | ---------------------- |
| 1                          | Arnim Kahofer          | 12                     | 150                    | 115                    | 1,304                  | 2,083                  | 13                     |
| 2                          | Tae Kyu Lee            | 10                     | 142                    | 129                    | 1,100                  | 3,125                  | 6                      |
| 3                          | Roland Siedentopf      | 6                      | 123                    | 178                    | 0,691                  | 0,781                  | 7                      |
| 4                          | Hyuk Yoon              | 6                      | 104                    | 164                    | 0,634                  | 0,962                  | 4                      |
| 5                          | Ronald van Geyt        | 4                      | 110                    | 187                    | 0,588                  | 0,758                  | 4                      |
| 6                          | Jerry Geist            | 4                      | 113                    | 196                    | 0,576                  | 0,781                  | 6                      |
| 7                          | John Freddy Sabogal    | 0                      | 82                     | 197                    | 0,416                  | -                      | 4                      |
| Gruppendurchschnitt: 0,707 |                        |                        |                        |                        |                        |                        |                        |

| Endklassement Gruppe B     | Endklassement Gruppe B | Endklassement Gruppe B | Endklassement Gruppe B | Endklassement Gruppe B | Endklassement Gruppe B | Endklassement Gruppe B | Endklassement Gruppe B |
| Platz                      | Name                   | MP                     | Pkt.                   | Aufn.                  | GD                     | BED                    | HS                     |
| -------------------------- | ---------------------- | ---------------------- | ---------------------- | ---------------------- | ---------------------- | ---------------------- | ---------------------- |
| 1                          | Seo Chang-hoon         | 12                     | 150                    | 131                    | 1,145                  | 3,125                  | 9                      |
| 2                          | Claus Petersen         | 8                      | 136                    | 172                    | 0,790                  | 1,563                  | 7                      |
| 3                          | Vandenver Reina        | 8                      | 143                    | 190                    | 0,752                  | 1,087                  | 6                      |
| 4                          | Song Lim               | 6                      | 133                    | 172                    | 0,773                  | 1,136                  | 7                      |
| 5                          | Jim Watson             | 4                      | 106                    | 166                    | 0,638                  | 0,862                  | 7                      |
| 6                          | Jeremy Castillo        | 4                      | 113                    | 181                    | 0,624                  | 0,962                  | 4                      |
| 7                          | Kim Bengtsson          | 0                      | 86                     | 192                    | 0,447                  | -                      | 5                      |
| Gruppendurchschnitt: 0,720 |                        |                        |                        |                        |                        |                        |                        |

| Endklassement Gruppe C     | Endklassement Gruppe C | Endklassement Gruppe C | Endklassement Gruppe C | Endklassement Gruppe C | Endklassement Gruppe C | Endklassement Gruppe C | Endklassement Gruppe C |
| Platz                      | Name                   | MP                     | Pkt.                   | Aufn.                  | GD                     | BED                    | HS                     |
| -------------------------- | ---------------------- | ---------------------- | ---------------------- | ---------------------- | ---------------------- | ---------------------- | ---------------------- |
| 1                          | Kim Jun-tae            | 12                     | 150                    | 106                    | 1,415                  | 2,083                  | 11                     |
| 2                          | Carlos Mario Villegas  | 8                      | 143                    | 107                    | 1,336                  | 2,083                  | 8                      |
| 3                          | Yuko Nishimoto         | 8                      | 134                    | 145                    | 0,924                  | 1,389                  | 7                      |
| 4                          | Eric Kwon              | 8                      | 118                    | 129                    | 0,914                  | 1,316                  | 5                      |
| 5                          | Sang Jin Lee           | 4                      | 123                    | 158                    | 0,803                  | 0,893                  | 6                      |
| 6                          | Werner W. Klingberg    | 2                      | 70                     | 147                    | 0,476                  | 0,658                  | 5                      |
| 7                          | Sang Kyun-yim          | 0                      | 79                     | 159                    | 0,496                  | -                      | 5                      |
| Gruppendurchschnitt: 0,864 |                        |                        |                        |                        |                        |                        |                        |

| Endklassement Gruppe D     | Endklassement Gruppe D | Endklassement Gruppe D | Endklassement Gruppe D | Endklassement Gruppe D | Endklassement Gruppe D | Endklassement Gruppe D | Endklassement Gruppe D |
| Platz                      | Name                   | MP                     | Pkt.                   | Aufn.                  | GD                     | BED                    | HS                     |
| -------------------------- | ---------------------- | ---------------------- | ---------------------- | ---------------------- | ---------------------- | ---------------------- | ---------------------- |
| 1                          | Hugo Patiño            | 12                     | 150                    | 96                     | 1,562                  | 2,778                  | 7                      |
| 2                          | Brian Knudsen          | 8                      | 142                    | 119                    | 1,193                  | 1,250                  | 8                      |
| 3                          | Markus Dömer           | 8                      | 132                    | 117                    | 1,128                  | 1,667                  | 7                      |
| 4                          | Allan Jensen           | 6                      | 106                    | 112                    | 0,946                  | 1,786                  | 10                     |
| 5                          | Young Ha Choi          | 4                      | 113                    | 124                    | 0,911                  | 1,471                  | 5                      |
| 6                          | Martin Olesen          | 4                      | 104                    | 146                    | 0,712                  | 0,781                  | 7                      |
| 7                          | Vass Vassi             | 0                      | 79                     | 151                    | 0,523                  | -                      | 5                      |
| Gruppendurchschnitt: 0,955 |                        |                        |                        |                        |                        |                        |                        |

| Endklassement Gruppe E     | Endklassement Gruppe E | Endklassement Gruppe E | Endklassement Gruppe E | Endklassement Gruppe E | Endklassement Gruppe E | Endklassement Gruppe E | Endklassement Gruppe E |
| Platz                      | Name                   | MP                     | Pkt.                   | Aufn.                  | GD                     | BED                    | HS                     |
| -------------------------- | ---------------------- | ---------------------- | ---------------------- | ---------------------- | ---------------------- | ---------------------- | ---------------------- |
| 1                          | Michael Kang           | 12                     | 150                    | 145                    | 1,034                  | 2,083                  | 7                      |
| 2                          | Ad Broeders            | 8                      | 111                    | 101                    | 1,099                  | 1,316                  | 8                      |
| 3                          | Michel Dauphin         | 6                      | 102                    | 155                    | 0,658                  | 0,735                  | 5                      |
| 4                          | Daniel Acevedo         | 6                      | 131                    | 223                    | 0,587                  | 0,641                  | 4                      |
| 5                          | Kaj Olsen              | 4                      | 112                    | 171                    | 0,654                  | 0,962                  | 4                      |
| 6                          | Faith Korkmaz          | 2                      | 77                     | 119                    | 0,647                  | 0,675                  | 5                      |
| 7                          | Peter Erhardt          | 0                      | 68                     | 206                    | 0,330                  | -                      | 3                      |
| Gruppendurchschnitt: 0,663 |                        |                        |                        |                        |                        |                        |                        |

| Endklassement Gruppe F     | Endklassement Gruppe F | Endklassement Gruppe F | Endklassement Gruppe F | Endklassement Gruppe F | Endklassement Gruppe F | Endklassement Gruppe F | Endklassement Gruppe F |
| Platz                      | Name                   | MP                     | Pkt.                   | Aufn.                  | GD                     | BED                    | HS                     |
| -------------------------- | ---------------------- | ---------------------- | ---------------------- | ---------------------- | ---------------------- | ---------------------- | ---------------------- |
| 1                          | William Oh             | 10                     | 142                    | 106                    | 1,339                  | 2,273                  | 8                      |
| 2                          | Raymon Groot           | 8                      | 132                    | 120                    | 1,100                  | 1,923                  | 12                     |
| 3                          | Lukas Mortensen        | 8                      | 139                    | 167                    | 0,832                  | 1,087                  | 7                      |
| 4                          | Camillo Tegada         | 6                      | 123                    | 135                    | 0,911                  | 1,316                  | 6                      |
| 5                          | Julian Molina          | 4                      | 101                    | 138                    | 0,731                  | 2,083                  | 7                      |
| 6                          | Nayiv Ramirez          | 4                      | 85                     | 135                    | 0,629                  | 0,962                  | 8                      |
| 7                          | Hugo Flores            | 2                      | 102                    | 165                    | 0,618                  | 0,758                  | 7                      |
| Gruppendurchschnitt: 0,853 |                        |                        |                        |                        |                        |                        |                        |

| Endklassement Gruppe G     | Endklassement Gruppe G | Endklassement Gruppe G | Endklassement Gruppe G | Endklassement Gruppe G | Endklassement Gruppe G | Endklassement Gruppe G | Endklassement Gruppe G |
| Platz                      | Name                   | MP                     | Pkt.                   | Aufn.                  | GD                     | BED                    | HS                     |
| -------------------------- | ---------------------- | ---------------------- | ---------------------- | ---------------------- | ---------------------- | ---------------------- | ---------------------- |
| 1                          | Dion Nelin             | 12                     | 150                    | 82                     | 1,829                  | 8,333                  | 16                     |
| 2                          | Nikolaus Kogelbauer    | 10                     | 140                    | 178                    | 0,786                  | 0,962                  | 6                      |
| 3                          | Luis Carrasco          | 6                      | 118                    | 156                    | 0,756                  | 1,190                  | 8                      |
| 4                          | Christian Portilla     | 6                      | 111                    | 171                    | 0,649                  | 0,781                  | 7                      |
| 5                          | Lloyd Wallace          | 4                      | 134                    | 187                    | 0,716                  | 0,862                  | 7                      |
| 6                          | Demetrios Tilaverides  | 4                      | 119                    | 220                    | 0,540                  | 0,610                  | 5                      |
| 7                          | Rich Kim               | 0                      | 87                     | 180                    | 0,483                  | -                      | 7                      |
| Gruppendurchschnitt: 0,732 |                        |                        |                        |                        |                        |                        |                        |

| Endklassement Gruppe H     | Endklassement Gruppe H | Endklassement Gruppe H | Endklassement Gruppe H | Endklassement Gruppe H | Endklassement Gruppe H | Endklassement Gruppe H | Endklassement Gruppe H |
| Platz                      | Name                   | MP                     | Pkt.                   | Aufn.                  | GD                     | BED                    | HS                     |
| -------------------------- | ---------------------- | ---------------------- | ---------------------- | ---------------------- | ---------------------- | ---------------------- | ---------------------- |
| 1                          | Cho Myung-woo          | 12                     | 150                    | 86                     | 1,744                  | 3,125                  | 7                      |
| 2                          | Harry Peña             | 8                      | 129                    | 118                    | 1,093                  | 1,667                  | 7                      |
| 3                          | Frank Sudar            | 8                      | 119                    | 153                    | 0,777                  | 1,389                  | 10                     |
| 4                          | Ira Lee                | 6                      | 102                    | 139                    | 0,733                  | 1,000                  | 6                      |
| 5                          | Volkan Cetin           | 4                      | 130                    | 160                    | 0,812                  | 1,190                  | 7                      |
| 6                          | Dietmar Skupin         | 4                      | 109                    | 180                    | 0,605                  | 0,781                  | 6                      |
| 7                          | Walid Elkhouly         | 0                      | 57                     | 154                    | 0,370                  | -                      | 3                      |
| Gruppendurchschnitt: 0,804 |                        |                        |                        |                        |                        |                        |                        |

| Endklassement Gruppe I     | Endklassement Gruppe I | Endklassement Gruppe I | Endklassement Gruppe I | Endklassement Gruppe I | Endklassement Gruppe I | Endklassement Gruppe I | Endklassement Gruppe I |
| Platz                      | Name                   | MP                     | Pkt.                   | Aufn.                  | GD                     | BED                    | HS                     |
| -------------------------- | ---------------------- | ---------------------- | ---------------------- | ---------------------- | ---------------------- | ---------------------- | ---------------------- |
| 1                          | Ngoc Anh Thi Pham      | 12                     | 150                    | 136                    | 1,102                  | 1,471                  | 7                      |
| 2                          | John Park              | 10                     | 133                    | 140                    | 0,950                  | 1,250                  | 8                      |
| 3                          | Danny Korte            | 8                      | 123                    | 135                    | 0,911                  | 1,389                  | 8                      |
| 4                          | Ayako Sakai            | 4                      | 109                    | 141                    | 0,773                  | 0,893                  | 7                      |
| 5                          | Jose Rodriguez         | 4                      | 120                    | 172                    | 0,697                  | 0,833                  | 5                      |
| 6                          | Yong Hyun-ji           | 4                      | 119                    | 180                    | 0,661                  | 1,000                  | 5                      |
| 7                          | Thai Loc               | 0                      | 78                     | 161                    | 0,484                  | -                      | 3                      |
| Gruppendurchschnitt: 0,781 |                        |                        |                        |                        |                        |                        |                        |

| Endklassement Gruppe J     | Endklassement Gruppe J | Endklassement Gruppe J | Endklassement Gruppe J | Endklassement Gruppe J | Endklassement Gruppe J | Endklassement Gruppe J | Endklassement Gruppe J |
| Platz                      | Name                   | MP                     | Pkt.                   | Aufn.                  | GD                     | BED                    | HS                     |
| -------------------------- | ---------------------- | ---------------------- | ---------------------- | ---------------------- | ---------------------- | ---------------------- | ---------------------- |
| 1                          | Miguel Torres          | 10                     | 147                    | 129                    | 1,139                  | 1,250                  | 7                      |
| 2                          | Gerhard Kostistansky   | 10                     | 143                    | 129                    | 1,108                  | 1,786                  | 8                      |
| 3                          | Oh Dong-uk             | 8                      | 137                    | 170                    | 0,805                  | 1,316                  | 6                      |
| 4                          | Cristobal Torres       | 6                      | 132                    | 157                    | 0,840                  | 1,923                  | 11                     |
| 5                          | Alfred Nebuda          | 6                      | 126                    | 177                    | 0,711                  | 1,087                  | 7                      |
| 6                          | Frank Spruzina         | 2                      | 82                     | 224                    | 0,366                  | 0,556                  | 4                      |
| 7                          | Jean Carlos Jaramillo  | 0                      | 64                     | 175                    | 0,365                  | -                      | 2                      |
| Gruppendurchschnitt: 0,716 |                        |                        |                        |                        |                        |                        |                        |

| Endklassement Gruppe K     | Endklassement Gruppe K | Endklassement Gruppe K | Endklassement Gruppe K | Endklassement Gruppe K | Endklassement Gruppe K | Endklassement Gruppe K | Endklassement Gruppe K |
| Platz                      | Name                   | MP                     | Pkt.                   | Aufn.                  | GD                     | BED                    | HS                     |
| -------------------------- | ---------------------- | ---------------------- | ---------------------- | ---------------------- | ---------------------- | ---------------------- | ---------------------- |
| 1                          | Adrien Tachoire        | 12                     | 150                    | 109                    | 1,260                  | 1,667                  | 7                      |
| 2                          | Jeong Seung-Il         | 10                     | 142                    | 119                    | 1,193                  | 1,923                  | 8                      |
| 3                          | Manuel Bello           | 8                      | 122                    | 183                    | 0,666                  | 0,833                  | 5                      |
| 4                          | Han Ji-eun             | 6                      | 117                    | 161                    | 0,726                  | 1,087                  | 6                      |
| 5                          | Raye Raskin            | 4                      | 107                    | 226                    | 0,473                  | 0,543                  | 6                      |
| 6                          | Rogelio Aredo          | 2                      | 80                     | 188                    | 0,425                  | 0,481                  | 4                      |
| 7                          | Tae Young Hwang        | 0                      | 103                    | 215                    | 0,479                  | -                      | 6                      |
| Gruppendurchschnitt: 0,678 |                        |                        |                        |                        |                        |                        |                        |

| Endklassement Gruppe L     | Endklassement Gruppe L | Endklassement Gruppe L | Endklassement Gruppe L | Endklassement Gruppe L | Endklassement Gruppe L | Endklassement Gruppe L | Endklassement Gruppe L |
| Platz                      | Name                   | MP                     | Pkt.                   | Aufn.                  | GD                     | BED                    | HS                     |
| -------------------------- | ---------------------- | ---------------------- | ---------------------- | ---------------------- | ---------------------- | ---------------------- | ---------------------- |
| 1                          | Sameh Sidhom           | 12                     | 150                    | 109                    | 1,376                  | 2,500                  | 8                      |
| 2                          | Hong Van Luu           | 8                      | 143                    | 155                    | 0,922                  | 1,250                  | 8                      |
| 3                          | George Karam           | 6                      | 125                    | 177                    | 0,706                  | 1,190                  | 5                      |
| 4                          | Tomas Tullberg         | 6                      | 108                    | 224                    | 0,482                  | 0,714                  | 6                      |
| 5                          | Pablo Flores           | 4                      | 101                    | 195                    | 0,517                  | 0,676                  | 5                      |
| 6                          | Woong Chin             | 4                      | 108                    | 209                    | 0,516                  | 0,676                  | 4                      |
| 7                          | Frank Giordano         | 2                      | 85                     | 209                    | 0,406                  | 0,532                  | 5                      |
| Gruppendurchschnitt: 0,642 |                        |                        |                        |                        |                        |                        |                        |

| Endklassement Gruppe M     | Endklassement Gruppe M | Endklassement Gruppe M | Endklassement Gruppe M | Endklassement Gruppe M | Endklassement Gruppe M | Endklassement Gruppe M | Endklassement Gruppe M |
| Platz                      | Name                   | MP                     | Pkt.                   | Aufn.                  | GD                     | BED                    | HS                     |
| -------------------------- | ---------------------- | ---------------------- | ---------------------- | ---------------------- | ---------------------- | ---------------------- | ---------------------- |
| 1                          | Young Gull Lee         | 10                     | 142                    | 133                    | 1,067                  | 1,471                  | 5                      |
| 2                          | Dan Johansen           | 10                     | 141                    | 178                    | 0,792                  | 1,563                  | 6                      |
| 3                          | Andes Lizarazo         | 8                      | 133                    | 124                    | 1,072                  | 1,471                  | 6                      |
| 4                          | Khali Diab             | 8                      | 136                    | 147                    | 0,925                  | 2,083                  | 6                      |
| 5                          | Erik Wienke            | 4                      | 111                    | 231                    | 0,480                  | 0,568                  | 5                      |
| 6                          | Flemming Madsen        | 2                      | 116                    | 221                    | 0,524                  | 0,510                  | 4                      |
| 7                          | Henrik Jeppsson        | 0                      | 76                     | 198                    | 0,383                  | -                      | 3                      |
| Gruppendurchschnitt: 0,694 |                        |                        |                        |                        |                        |                        |                        |

| Endklassement Gruppe N     | Endklassement Gruppe N | Endklassement Gruppe N | Endklassement Gruppe N | Endklassement Gruppe N | Endklassement Gruppe N | Endklassement Gruppe N | Endklassement Gruppe N |
| Platz                      | Name                   | MP                     | Pkt.                   | Aufn.                  | GD                     | BED                    | HS                     |
| -------------------------- | ---------------------- | ---------------------- | ---------------------- | ---------------------- | ---------------------- | ---------------------- | ---------------------- |
| 1                          | Roland Forthomme       | 12                     | 150                    | 106                    | 1,415                  | 3,571                  | 13                     |
| 2                          | Kang Lee               | 10                     | 132                    | 131                    | 1,006                  | 1,471                  | 8                      |
| 3                          | Xavier Buttner         | 6                      | 118                    | 163                    | 0,723                  | 1,000                  | 5                      |
| 4                          | Ahmet Magraby          | 6                      | 112                    | 173                    | 0,647                  | 0,781                  | 6                      |
| 5                          | Karina Jetten          | 6                      | 116                    | 182                    | 0,637                  | 0,962                  | 8                      |
| 6                          | Sylvia Eckel           | 2                      | 72                     | 188                    | 0,382                  | 0,446                  | 4                      |
| 7                          | Jorge Mora             | 0                      | 71                     | 212                    | 0,334                  | -                      | 4                      |
| Gruppendurchschnitt: 0,668 |                        |                        |                        |                        |                        |                        |                        |

## Hauptrunde
Gespielt wurde auf 35 Punkte ohne Nachstoß.
| Endklassement Gruppe O     | Endklassement Gruppe O | Endklassement Gruppe O | Endklassement Gruppe O | Endklassement Gruppe O | Endklassement Gruppe O | Endklassement Gruppe O | Endklassement Gruppe O |
| Platz                      | Name                   | MP                     | Pkt.                   | Aufn.                  | GD                     | BED                    | HS                     |
| -------------------------- | ---------------------- | ---------------------- | ---------------------- | ---------------------- | ---------------------- | ---------------------- | ---------------------- |
| 1                          | Semih Saygıner         | 16                     | 303                    | 174                    | 1,741                  | 2,333                  | 12                     |
| 2                          | Cho Myung-woo          | 14                     | 298                    | 149                    | 2,000                  | 5,000                  | 14                     |
| 3                          | William Oh             | 14                     | 290                    | 210                    | 1,380                  | 2,059                  | 9                      |
| 4                          | Harry Peña             | 14                     | 304                    | 221                    | 1,375                  | 2,500                  | 11                     |
| 5                          | Miguel Torres          | 8                      | 264                    | 227                    | 1,162                  | 2,500                  | 10                     |
| 6                          | Adrien Tachoire        | 8                      | 264                    | 246                    | 1,073                  | 1,750                  | 10                     |
| 7                          | Ad Broeders            | 8                      | 254                    | 237                    | 1,071                  | 1,400                  | 7                      |
| 8                          | John Park              | 4                      | 231                    | 226                    | 1,022                  | 1,250                  | 8                      |
| 9                          | Eric Kwon              | 2                      | 190                    | 256                    | 0,742                  | 0,745                  | 7                      |
| 10                         | Oh Dong-uk             | 2                      | 196                    | 278                    | 0,705                  | 0,921                  | 5                      |
| Gruppendurchschnitt: 1,166 |                        |                        |                        |                        |                        |                        |                        |

| Endklassement Gruppe P     | Endklassement Gruppe P | Endklassement Gruppe P | Endklassement Gruppe P | Endklassement Gruppe P | Endklassement Gruppe P | Endklassement Gruppe P | Endklassement Gruppe P |
| Platz                      | Name                   | MP                     | Pkt.                   | Aufn.                  | GD                     | BED                    | HS                     |
| -------------------------- | ---------------------- | ---------------------- | ---------------------- | ---------------------- | ---------------------- | ---------------------- | ---------------------- |
| 1                          | Eddy Merckx            | 18                     | 315                    | 196                    | 1,607                  | 2,333                  | 12                     |
| 2                          | Dion Nelin             | 16                     | 314                    | 224                    | 1,401                  | 1,944                  | 13                     |
| 3                          | Martin Olesen          | 12                     | 299                    | 290                    | 1,031                  | 1,346                  | 11                     |
| 4                          | Kang Lee               | 10                     | 288                    | 281                    | 1,024                  | 1,667                  | 12                     |
| 5                          | Nikolaus Kogelbauer    | 10                     | 270                    | 279                    | 0,967                  | 1,842                  | 8                      |
| 6                          | Arnim Kahofer          | 8                      | 256                    | 238                    | 1,075                  | 1,346                  | 8                      |
| 7                          | Young Gull Lee         | 6                      | 259                    | 302                    | 0,857                  | 1,029                  | 8                      |
| 8                          | Ngoc Anh Thi Pham      | 6                      | 251                    | 307                    | 0,817                  | 1,061                  | 8                      |
| 9                          | Lukas Mortensen        | 4                      | 228                    | 293                    | 0,778                  | 0,686                  | 6                      |
| 10                         | Khali Diab             | 0                      | 215                    | 324                    | 0,663                  | -                      | 6                      |
| Gruppendurchschnitt: 0,987 |                        |                        |                        |                        |                        |                        |                        |

| Endklassement Gruppe Q     | Endklassement Gruppe Q | Endklassement Gruppe Q | Endklassement Gruppe Q | Endklassement Gruppe Q | Endklassement Gruppe Q | Endklassement Gruppe Q | Endklassement Gruppe Q |
| Platz                      | Name                   | MP                     | Pkt.                   | Aufn.                  | GD                     | BED                    | HS                     |
| -------------------------- | ---------------------- | ---------------------- | ---------------------- | ---------------------- | ---------------------- | ---------------------- | ---------------------- |
| 1                          | Torbjörn Blomdahl      | 16                     | 301                    | 161                    | 1,869                  | 3,500                  | 11                     |
| 2                          | Roland Forthomme       | 14                     | 301                    | 189                    | 1,592                  | 5,000                  | 13                     |
| 3                          | Kim Jun-tae            | 12                     | 294                    | 204                    | 1,441                  | 3,182                  | 11                     |
| 4                          | Gerhard Kostistansky   | 12                     | 274                    | 200                    | 1,370                  | 1,944                  | 9                      |
| 5                          | Hugo Patiño            | 10                     | 281                    | 216                    | 1,300                  | 1,842                  | 9                      |
| 6                          | Carlos Mario Villegas  | 10                     | 269                    | 224                    | 1,200                  | 1,667                  | 11                     |
| 7                          | Brian Knudsen          | 8                      | 250                    | 203                    | 1,231                  | 1,667                  | 8                      |
| 8                          | Sang Jin Lee           | 6                      | 233                    | 216                    | 1,078                  | 1,250                  | 9                      |
| 9                          | Claus Petersen         | 2                      | 191                    | 269                    | 0,710                  | 0,714                  | 6                      |
| 10                         | Dan Johansen           | 0                      | 187                    | 236                    | 0,792                  | -                      | 8                      |
| Gruppendurchschnitt: 1,219 |                        |                        |                        |                        |                        |                        |                        |

| Endklassement Gruppe R     | Endklassement Gruppe R | Endklassement Gruppe R | Endklassement Gruppe R | Endklassement Gruppe R | Endklassement Gruppe R | Endklassement Gruppe R | Endklassement Gruppe R |
| Platz                      | Name                   | MP                     | Pkt.                   | Aufn.                  | GD                     | BED                    | HS                     |
| -------------------------- | ---------------------- | ---------------------- | ---------------------- | ---------------------- | ---------------------- | ---------------------- | ---------------------- |
| 1                          | Daniel Sánchez         | 14                     | 291                    | 154                    | 1,889                  | 4,375                  | 15                     |
| 2                          | Seo Chang-hoon         | 14                     | 303                    | 185                    | 1,637                  | 1,944                  | 9                      |
| 3                          | Sameh Sidhom           | 14                     | 300                    | 188                    | 1,595                  | 2,333                  | 10                     |
| 4                          | Markus Dömer           | 12                     | 269                    | 217                    | 1,239                  | 2,059                  | 8                      |
| 5                          | Raymon Groot           | 10                     | 261                    | 236                    | 1,105                  | 2,188                  | 9                      |
| 6                          | Jeong Seung-Il         | 8                      | 254                    | 264                    | 0,962                  | 1,250                  | 8                      |
| 7                          | Michael Kang           | 6                      | 223                    | 236                    | 0,944                  | 1,750                  | 7                      |
| 8                          | Hong Van Luu           | 4                      | 169                    | 171                    | 0,988                  | 1,522                  | 6                      |
| 9                          | Vandenver Reina        | 4                      | 222                    | 277                    | 0,801                  | 1,129                  | 9                      |
| 10                         | Tae Kyu Lee            | 2                      | 225                    | 204                    | 1,102                  | 1,094                  | 7                      |
| Gruppendurchschnitt: 1,181 |                        |                        |                        |                        |                        |                        |                        |

## Finalrunde
Die Zeitangaben beziehen sich auf New Yorker Ortszeit (MESZ +6).
|  | Viertelfinale Spiel bis 40 Punkte | Viertelfinale Spiel bis 40 Punkte | Viertelfinale Spiel bis 40 Punkte | Viertelfinale Spiel bis 40 Punkte | Viertelfinale Spiel bis 40 Punkte | Viertelfinale Spiel bis 40 Punkte |                         |    | Halbfinale Spiel bis 40 Punkte | Halbfinale Spiel bis 40 Punkte | Halbfinale Spiel bis 40 Punkte | Halbfinale Spiel bis 40 Punkte | Halbfinale Spiel bis 40 Punkte | Halbfinale Spiel bis 40 Punkte |      |       | Finale Spiel bis 40 Punkte | Finale Spiel bis 40 Punkte | Finale Spiel bis 40 Punkte | Finale Spiel bis 40 Punkte | Finale Spiel bis 40 Punkte | Finale Spiel bis 40 Punkte |
|  |                                   |                                   |                                   |                                   |                                   |                                   |                         |    |                                |                                |                                |                                |                                |                                |      |       |                            |                            |                            |                            |                            |                            |
|  | 11. August 2019, 10:00h           | MP                                | Pkt.                              | Aufn.                             | ED                                | HS                                |                         |    |                                |                                |                                |                                |                                |                                |      |       |                            |                            |                            |                            |                            |                            |
|  | 11. August 2019, 10:00h           | MP                                | Pkt.                              | Aufn.                             | ED                                | HS                                |                         |    |                                |                                |                                |                                |                                |                                |      |       |                            |                            |                            |                            |                            |                            |
|  | Eddy Merckx                       | 2                                 | 40                                | 27                                | 1,481                             | 8                                 |                         |    |                                |                                |                                |                                |                                |                                |      |       |                            |                            |                            |                            |                            |                            |
|  | Eddy Merckx                       | 2                                 | 40                                | 27                                | 1,481                             | 8                                 | 11. August 2019, 12:30h | MP | Pkt.                           | Aufn.                          | ED                             | HS                             |                                |                                |      |       |                            |                            |                            |                            |                            |                            |
|  | Roland Forthomme                  | 0                                 | 29                                | 27                                | 1,074                             | 6                                 | 11. August 2019, 12:30h | MP | Pkt.                           | Aufn.                          | ED                             | HS                             |                                |                                |      |       |                            |                            |                            |                            |                            |                            |
|  | Roland Forthomme                  | 0                                 | 29                                | 27                                | 1,074                             | 6                                 | Eddy Merckx             | 2  | 40                             | 9                              | 4,444                          | 11                             |                                |                                |      |       |                            |                            |                            |                            |                            |                            |
|  | 11. August 2019, 10:00h           | MP                                | Pkt.                              | Aufn.                             | ED                                | HS                                | Eddy Merckx             | 2  | 40                             | 9                              | 4,444                          | 11                             |                                |                                |      |       |                            |                            |                            |                            |                            |                            |
|  | 11. August 2019, 10:00h           | MP                                | Pkt.                              | Aufn.                             | ED                                | HS                                |                         |    | Daniel Sánchez                 | 0                              | 13                             | 9                              | 1,444                          | 6                              |      |       |                            |                            |                            |                            |                            |                            |
|  | Dion Nelin                        | 0                                 | 34                                | 30                                | 1,133                             | 6                                 |                         |    | Daniel Sánchez                 | 0                              | 13                             | 9                              | 1,444                          | 6                              |      |       |                            |                            |                            |                            |                            |                            |
|  | Dion Nelin                        | 0                                 | 34                                | 30                                | 1,133                             | 6                                 |                         |    |                                |                                |                                |                                | 11. August 2019, 17:00h        | MP                             | Pkt. | Aufn. | ED                         | HS                         |                            |                            |                            |                            |
|  | Daniel Sánchez                    | 2                                 | 40                                | 31                                | 1,290                             | 8                                 |                         |    |                                |                                |                                |                                | 11. August 2019, 17:00h        | MP                             | Pkt. | Aufn. | ED                         | HS                         |                            |                            |                            |                            |
|  | Daniel Sánchez                    | 2                                 | 40                                | 31                                | 1,290                             | 8                                 | Eddy Merckx             | 2  | 40                             | 10                             | 4,000                          | 18                             |                                |                                |      |       |                            |                            |                            |                            |                            |                            |
|  | 11. August 2019, 10:00h           | MP                                | Pkt.                              | Aufn.                             | ED                                | HS                                | Eddy Merckx             | 2  | 40                             | 10                             | 4,000                          | 18                             |                                |                                |      |       |                            |                            |                            |                            |                            |                            |
|  | 11. August 2019, 10:00h           | MP                                | Pkt.                              | Aufn.                             | ED                                | HS                                |                         |    | Torbjörn Blomdahl              | 0                              | 10                             | 9                              | 1,111                          | 5                              |      |       |                            |                            |                            |                            |                            |                            |
|  | Semih Saygıner                    | 2                                 | 40                                | 15                                | 2,666                             | 11                                |                         |    | Torbjörn Blomdahl              | 0                              | 10                             | 9                              | 1,111                          | 5                              |      |       |                            |                            |                            |                            |                            |                            |
|  | Semih Saygıner                    | 2                                 | 40                                | 15                                | 2,666                             | 11                                | 11. August 2019, 14:00h | MP | Pkt.                           | Aufn.                          | ED                             | HS                             |                                |                                |      |       |                            |                            |                            |                            |                            |                            |
|  | Cho Myung-woo                     | 0                                 | 24                                | 14                                | 1,714                             | 8                                 | 11. August 2019, 14:00h | MP | Pkt.                           | Aufn.                          | ED                             | HS                             |                                |                                |      |       |                            |                            |                            |                            |                            |                            |
|  | Cho Myung-woo                     | 0                                 | 24                                | 14                                | 1,714                             | 8                                 | Semih Saygıner          | 0  | 28                             | 21                             | 1,333                          | 4                              |                                |                                |      |       |                            |                            |                            |                            |                            |                            |
|  | 11. August 2019, 10:00h           | MP                                | Pkt.                              | Aufn.                             | ED                                | HS                                | Semih Saygıner          | 0  | 28                             | 21                             | 1,333                          | 4                              |                                |                                |      |       |                            |                            |                            |                            |                            |                            |
|  | 11. August 2019, 10:00h           | MP                                | Pkt.                              | Aufn.                             | ED                                | HS                                |                         |    | Torbjörn Blomdahl              | 2                              | 40                             | 21                             | 1,904                          | 11                             |      |       |                            |                            |                            |                            |                            |                            |
|  | Seo Chang-hoon                    | 0                                 | 26                                | 28                                | 0,928                             | 4                                 |                         |    | Torbjörn Blomdahl              | 2                              | 40                             | 21                             | 1,904                          | 11                             |      |       |                            |                            |                            |                            |                            |                            |
|  | Seo Chang-hoon                    | 0                                 | 26                                | 28                                | 0,928                             | 4                                 |                         |    |                                |                                |                                |                                |                                |                                |      |       |                            |                            |                            |                            |                            |                            |
|  | Torbjörn Blomdahl                 | 2                                 | 40                                | 29                                | 1,379                             | 6                                 |                         |    |                                |                                |                                |                                |                                |                                |      |       |                            |                            |                            |                            |                            |                            |
|  | Torbjörn Blomdahl                 | 2                                 | 40                                | 29                                | 1,379                             | 6                                 |                         |    |                                |                                |                                |                                |                                |                                |      |       |                            |                            |                            |                            |                            |                            |

## Abschlusstabelle
| Endklassement   | Endklassement | Endklassement     | Endklassement | Endklassement | Endklassement | Endklassement | Endklassement | Endklassement |
| Phase           | Platz         | Name              | MP            | Pkt.          | Aufn.         | GD            | BED           | HS            |
| --------------- | ------------- | ----------------- | ------------- | ------------- | ------------- | ------------- | ------------- | ------------- |
| Finale          | 1             | Eddy Merckx       | 24            | 435           | 242           | 1,797         | 4,444         | 18            |
| Finale          | 2             | Torbjörn Blomdahl | 20            | 391           | 220           | 1,777         | 3,500         | 11            |
| Halb- finale    | 3             | Semih Saygıner    | 18            | 371           | 210           | 1,766         | 2,666         | 12            |
| Halb- finale    | 3             | Daniel Sánchez    | 16            | 344           | 194           | 1,773         | 4,375         | 15            |
| Viertel- finale | 5             | Dion Nelin        | 28            | 498           | 336           | 1,482         | 8,333         | 16            |
| Viertel- finale | 6             | Cho Myung-woo     | 26            | 472           | 249           | 1,895         | 5,000         | 14            |
| Viertel- finale | 7             | Roland Forthomme  | 26            | 480           | 322           | 1,490         | 5,000         | 13            |
| Viertel- finale | 8             | Seo Chang-hoon    | 26            | 479           | 344           | 1,392         | 3,125         | 9             |